# گوالتیه‌رو تومیاتی
گوالتیه‌رو تومیاتی (ایتالیایی: Gualtiero Tumiati؛ ‏ ۸ مهٔ ۱۸۷۶ – ۲۳ آوریل ۱۹۷۱) بازیگر اهل ایتالیا بود.
از فیلم‌هایی که وی در آن نقش داشته‌است، می‌توان به رؤیای زورو، جنگ و صلح، اولیس، کنت دو مونت-کریستو، تاجر ونیزی، قلب‌ها در دریا، کاستا دیوا، افسانه فاوست و زن زناکار اشاره کرد.